# Toston
Toston – jednostka osadnicza w Stanach Zjednoczonych, w stanie Montana, w hrabstwie Broadwater.